# Bascuñana
Bascuñana – gmina w Hiszpanii, w prowincji Burgos, w Kastylii i León, o powierzchni 7,76 km². W 2011 roku gmina liczyła 45 mieszkańców.